# Maybe (песня Валентины Монетты)
«Maybe» (Может быть) — песня в исполнении сан-маринской певицы Валентины Монетты, с которой она представила Сан-Марино на конкурсе песни «Евровидение-2014».
Песня была выбрана 14 марта 2014 года путём внутреннего отбора, что позволило Валентине представить свою страну на международном конкурсе песни «Евровидение-2014», который прошёл в Копенгагене, Дания. 6 мая Песня Валентины Монетты впервые в истории участия Сан-Марино на Евровидении прошла в финал.

## Список композиций
| №  | Название                | Длительность |
| -- | ----------------------- | ------------ |
| 1. | «Maybe» (ESC Version)   | 3:07         |
| 2. | «Maybe» (Radio Version) | 3:57         |
| 3. | «Forse» (ESC Version)   | 3:07         |
| 4. | «Forse» (Radio Version) | 3:57         |
| 5. | «Maybe» (Dance Version) | 5:17         |